# 거제외도공룡발자국화석
거제외도공룡발자국화석(巨濟外島恐龍발자국化石)은 대한민국 경상남도 거제시 일운면 와현리에 있는 화석이다. 1993년 12월 27일 경상남도의 문화재자료 제204호로 지정되었다.

## 개요
공룡은 중생대의 쥐라기로부터 백악기에 걸쳐 번성했던 길이 5∼25m의 거대한 파충류를 통틀어 말한다.
공룡발자국화석은 거제도 구조라항에서 6 km 떨어진 거제 외도 동쪽 끝 부분의 중생대 백악기 지층에서 확인되고 있다. 이곳 외도의 동섬 낚시터에는 23개, 남쪽 돌섬에서는 117개의 공룡발자국화석이 발견되는 것으로 보아 당시에는 많은 육식공룡과 초식공룡이 이 지역에 살고 있었음을 알 수 있다.
이 일대에는 공룡이 용으로 변하여 하늘로 올라갔다는 공룡굴이 있는데, 욕심 많은 공룡은 하늘로 오르지 못하고 바위로 변했다는 이야기가 전해지고 있다.
거제 외도의 공룡발자국화석은 중생대 생태연구에 중요한 자료로써 문화재자료로 지정하여 보전하고 있다.

## 참고 자료
- 거제외도공룡발자국화석 - 국가유산청 국가유산포털